# Haistulph
Haistulph, auch Haistulf oder Atulfe († 28. Dezember 825) war von 813 bis 825 Erzbischof von Mainz.
Das Geburtsdatum Haistulphs ist ungesichert. Möglicherweise war er langobardischer Herkunft. Haistulph war ein Schüler seines Vorvorgängers Lul. Er trat die Nachfolge seines Vorgängers Richulf im Jahr 813 an. Enge Beziehungen unterhielt Haistulph zu Kloster Fulda und seinen Äbten. Am 23. Dezember des folgenden Jahres weihte er Hrabanus Maurus, welcher ihm später auf den bischöflichen Stuhl von Mainz folgen sollte, zum Priester. (→Annales Fuldenses) Auf Haistulph geht die Anregung zur Erstellung des Werkes De institutione clericorum und der Matthäus-Kommentare zurück, die ihm wie auch eine Predigtsammlung dediziert wurden (MGH Poetae, Bd. 2, S. 162f.). Das von ihm erbetene Exemplar von De laudibus sanctae crucis erhielt aufgrund seines Hinscheidens erst sein Nachfolger Otgar (MGH Poetae, Bd. 2, S. 162). Am 1. November 819 weihte er als zuständiger Diözesan gemäß dem im Zachariasprivileg festgelegten Verfahren auf invitatio (Einladung) Abt Eigils und des Fuldaer Konvents unter Mitwirkung seines Chorbischofs Humbert, des späteren Bischofs von Würzburg, die noch von Ratgar errichtete, von Eigil fertiggestellte und um zwei Krypten bereicherte Salvatorbasilika in Fulda und transferierte die Reliquien des Bonifatius in das Altargrab der Westapsis. Unter den Anwesenden befand sich auch Deocar, Abt von Herrieden und späterer Heiliger. 820 erfolgte mit seiner ausdrücklicher Genehmigung die Translation der Lioba von Tauberbischofsheim zum Ignatiusaltar im südlichen Seitenschiff, wo sie zusammen mit dem Gründerabt Sturmi beigesetzt wurde. Im Folgejahr weihte er weitere Altäre und am 15. Januar 822 die von Hrabanus Maurus konzipierte Begräbniskirche St. Michael. Beide Ereignisse hielt Hraban in Weihenotizen fest, die Brun Candidus von Fulda in der Vita Abt Eigils überliefert hat, wo auch die Weihezeremonie detailliert beschrieben ist. Über das weitere Wirken Haistulphs ist wenig bekannt. Wie sein Vorgänger förderte er Kloster Bleidenstadt (MGH Poetae, Bd. 2, S. 225) und Kloster Hersfeld, obwohl ihm letzteres von Ludwig dem Frommen entzogen und einem eigenen Abt, Brunward I., unterstellt wurde.
Haistulph starb, nach der Hildesheimer Chronik, zitiert von Nicolaus Serarius und den Fuldaer Totenannalen, am 28. Dezember des Jahres 825. Sein Grabmal befand sich im später zerstörten Stift St. Alban vor Mainz. Das Epitaph verfasste Hrabanus Maurus (MGH Poetae, Bd. 2, S. 237), der ihn seinen Vorgängern Lul und Richulf an Verdiensten gleichstellt und bereits bei seinem Begleiter auf Erden, Christus, im Himmel sieht.